# 마누 나라얀

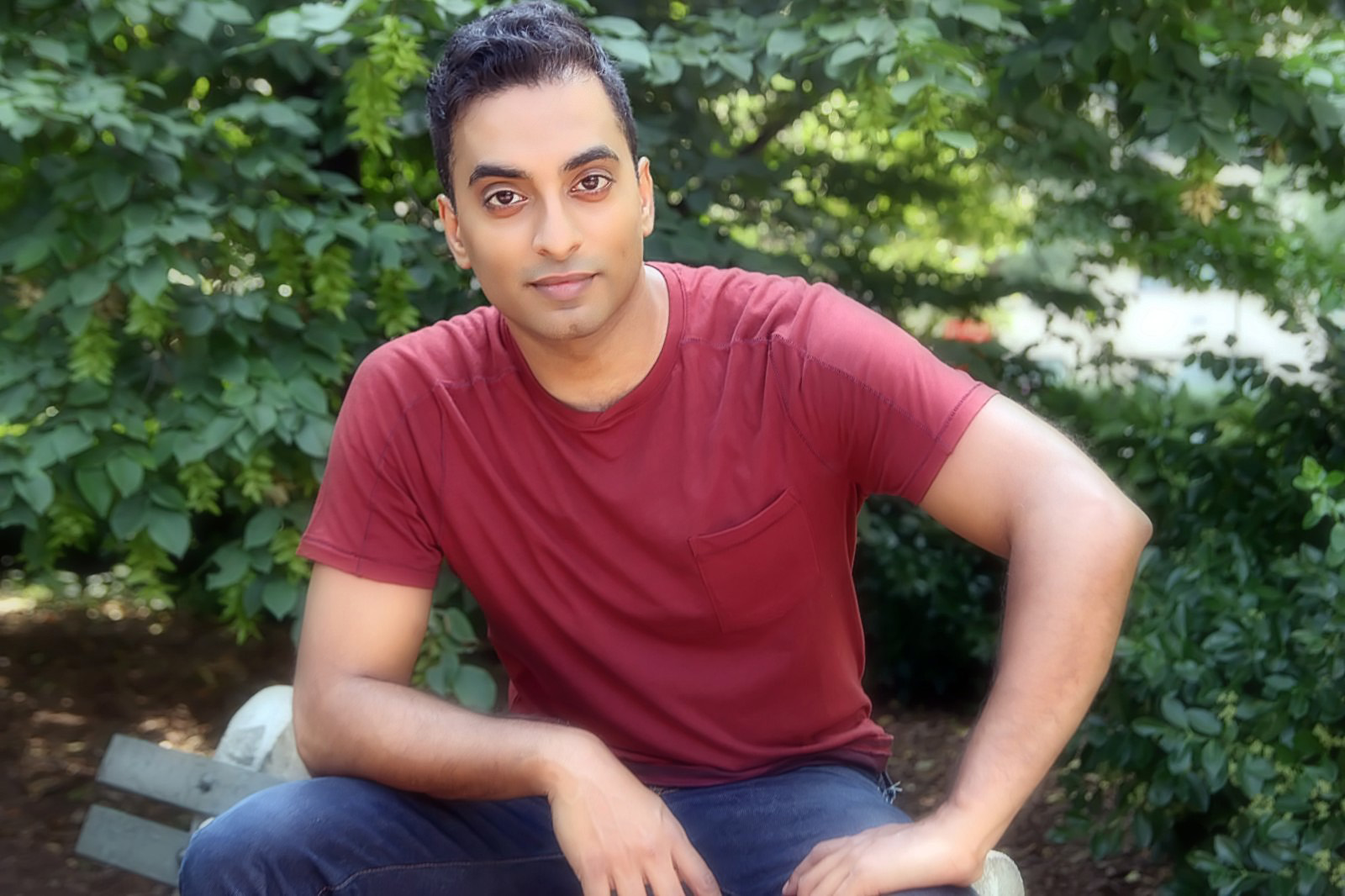
2013년 모습

마누 나라얀(Manu Narayan, 1973년 8월 16일 ~ )은 미국의 배우이다.
피츠버그에서 태어났다.

## 출연 작품

### 영화
- 러브 그루 (2008)
- Clap Clap (2009) - 단편
- 신데렐라 스토리: 원스 어폰 어 송 (2011)
- 라스트 홈 (2014) - 칸나 역